# Pyrazine
Pyrazine is een heterocyclische aromatische verbinding, die bestaat uit een zesring met vier koolstof- en twee stikstofatomen. De stikstofatomen staan tegenover elkaar en daarom is de molecule symmetrisch, in tegenstelling tot de isomeren pyrimidine en pyridazine.
Pyrazines zijn uit pyrazine afgeleide stoffen. Een aantal daarvan wordt aangetroffen in groenten (asperges, aardappelen, koolrabi) en zijn verantwoordelijk voor hun karakteristieke geur. Gealkyleerde pyrazines worden ook gevormd tijdens de Maillardreactie bij het verwarmen van voedingswaren en zijn mee verantwoordelijk voor de geroosterde of verbrande smaak en geur van veel voedingswaren.

## Synthese
Er bestaan diverse syntheseroutes voor pyrazine en derivaten ervan. De synthese volgens Staedel en Rügheimer (1876) en volgens Gutknecht (1879) is een condensatiereactie tussen twee moleculen van een α-ketoamine, gevolgd door oxidatie van de bekomen dihydropyrazine. Ze verschillen in de manier waarop het ketoamine wordt bereid. Staedel en Rügheimer gingen uit van chlooracetofenon (een traanverwekkende stof), dat met ammoniak omgezet werd in een amine. Gutknecht ging uit van een isonitrosoketon, CH3-CO-C(=NOH)-CH3 dat gereduceerd werd tot het ketoamine CH3-CO-C(-NH2)-CH3.
Pyrazine kan worden bereid door dehydrogenering van gasvormig piperazine dat over een katalysator met koperchromiet wordt geleid. Het kan ook bereid worden door de reactie van ethyleenglycol met ethyleendiamine in de gasfase, met een zinkhoudende katalysator.
Een andere mogelijkheid voor de productie van pyrazines is de katalytische dehydrocyclisering van diamines met behulp van een koperchromietkatalysator. Met N-(2-ethylhydroxy)ethyleendiamine (H2N-CH2-CH2-NH-CH2-CH2-OH) wordt zo een niet-gesubstitueerd pyrazine verkregen.

## Toepassingen
Pyrazines, en (zelden) pyrazine zelf, worden als smaakstof aan voedingsmiddelen toegevoegd. De belangrijkste daarvan zijn 2,3,5-trimethylpyrazine en 2-acetylpyrazine.
Pyrazines zijn ook uitgangsproducten voor farmaceutische stoffen. Pyrazinamide is een middel tegen tuberculose; amiloride tegen hypertensie. Tetramethylpyrazine, ook gekend als ligustrazine, is geïsoleerd uit de Chinese plant Ligusticum wallichii (Chuanxiong), die in traditionele Chinese geneeskunde gebruikt wordt. De stof kan reactieve zuurstofverbindingen afvangen en de vorming van stikstofmonoxide in menselijke polymorfonucleaire leukocyten verhinderen.